# イースト・ヴィレッジ

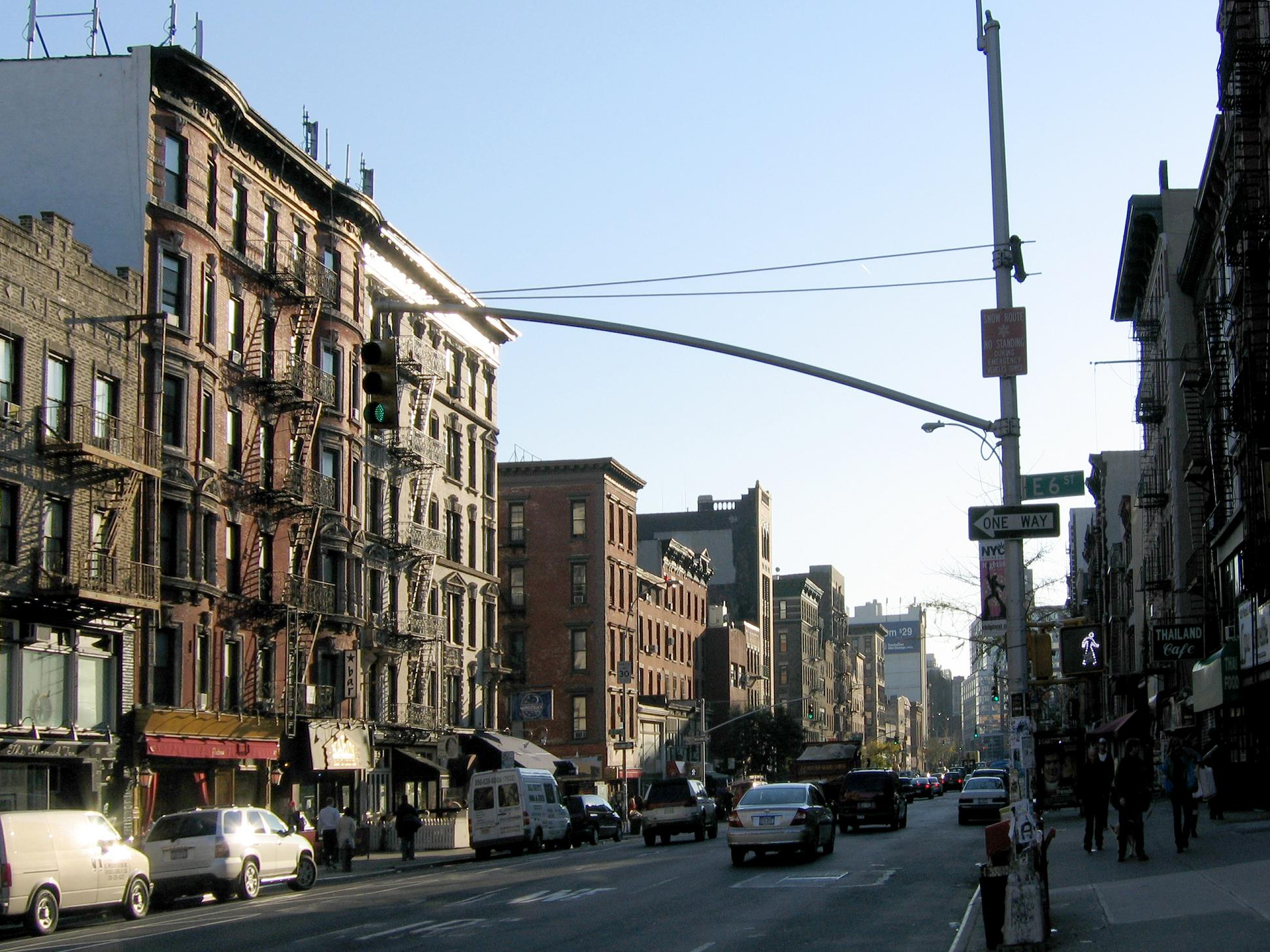
イーストヴィレッジの一角2番街と6丁目

イースト・ヴィレッジ (East Village) は、ニューヨーク市マンハッタン区ダウンタウンの地区である。

## 概要
マンハッタン南西部、グリニッジ・ヴィレッジの東からイースト川に至る、ハウストン・ストリートから14丁目の間の地域の名称である。
かつてはロウアー・イースト・サイドの一部と見なされていたが、20世紀半ば頃から独立した地域と見なされるようになった。1950年代からビートニク (en) の拠点となり、1960年代後半からは多くの学生、芸術家、音楽家、そしてヒッピーたちが住み着くようになった。こうして「ニューヨークのボヘミア」とも呼ばれ、自由奔放な若者やアーティストなどが多く居住する地区となった。ニューヨークのカウンターカルチャー運動の中心地として、様々なアート運動が起こった。この地では、パンク・ロックやニューヨリカン (en) 文学などの盛り上がりを見せた。また、抗議運動や暴動がこの地域でたびたび起こった。1990年代初頭までは治安も悪く、中心部にあるトンプキンス・スクエアでは麻薬取引などが横行していた。90年代半ば頃から行われたジェントリフィケーションにより、現在では若者向けの「ヒップな街」に生まれ変わりつつある。バーやレストランが多く、夜になると活気のある地域である。
セント・マークス・プレイスを中心とする地区西部には日本人経営によるレストランや商店も多く、マンハッタンの中でも最も日本人の多い地域のひとつである。

## 位置
| 方角 | 区境                   | 隣接地区                                  |
| ---- | ---------------------- | ----------------------------------------- |
| 東   | FDRドライブ            | イースト川                                |
| 西   | ブロードウェイ         | グリニッジ・ヴィレッジ                    |
| 南   | ハウストン・ストリート | ロウアー・イースト・サイド                |
| 北   | 14丁目                 | グラマシー、ストイフェサント・タウン (en) |

イースト・ヴィレッジに含まれる地区：
- アルファベット・シティ
- ロウイーサイダ
- バワリー
- セント・マークス・プレイス

## 歴史
17世紀にオランダ人入植者がニューヨークにやってきてから、このエリアはen:Wouter van Twiller総督の農地となった。1651年にピーター・ストイフェサントにこの農園は譲渡され、彼の子孫は7代に渡ってこの土地を所有し続けた。19世紀に入って、その土地は小さく分割され徐々に売りに出され、住宅地に転換された。1840年代と1850年代にはアイルランド系およびドイツ系の移民が大量にこの地区に住み着くようになった。1890年代になるとポーランド系およびウクライナ系の移民が大量に押し寄せた。このように、19世紀と20世紀前半に移民労働者の街としての特徴が形成された。20世紀後半からはアートシーンにおける文化が花開いた。21世紀には高級化が進行中である。